# Iodopleura
Iodopleura es un género de aves paseriformes perteneciente a la familia Tityridae que agrupa a especies nativas de América del Sur cuyas áreas de distribución se encuentran desde el sur de Colombia y Venezuela y las Guayanas hasta el sureste de Brasil. A sus miembros se les conoce por el nombre popular de cotinguitas.

## Etimología
El nombre genérico femenino «Iodopleura» se componde de las palabras del griego «ioeidēs» que significa ‘de color púrpura’, y «pleura» que significa ‘flancos’.

## Características
Las especies de este género son pequeñas, midiendo entre 9,5 y 11,5 cm de longitud y se distinguen por sus colas cortas y alas largas, que habitan en el dosel y los bordes de bosques de baja altitud.

## Taxonomía
Este género (así como Laniisoma, Tityra y Pachyramphus) ha sido tradicionalmente colocados en la familia Cotingidae; Schiffornis en la familia Pipridae y Laniocera en la familia Tyrannidae. La Propuesta N° 313 al Comité de Clasificación de Sudamérica (SACC), siguiendo los estudios de filogenia molecular de Ohlson et al. (2007), aprobó la adopción de la nueva familia Tityridae, incluyendo el presente y los otros géneros.
Las evidencias sugieren que el presente género pertenece a un clado basal dentro su familia,  incluyendo también los géneros Tityra, Xenopsaris y Pachyramphus (con una pobre sustentación por el método de remuestreo estadístico Bootstrapping).
Los amplios estudios genético-moleculares de Tello et al. (2009) y Ohlson et al. (2013) descubrieron una cantidad de relaciones novedosas dentro de los paseriformes subóscinos que todavía no están reflejados en la mayoría de las clasificaciones. Específicamente para la familia Tityridae, corroboraron las tesis anteriores y propusieron la subfamilia Tityrinae Gray, 1840 agrupando a Iodopleura, Xenopsaris, Tityra y Pachyramphus.

## Lista de especies
De acuerdo con las clasificaciones del Congreso Ornitológico Internacional (IOC) y Clements Checklist/eBird, el género agrupa a las siguientes tres especies, con el respectivo nombre popular de acuerdo con la Sociedad Española de Ornitología (SEO):
| Imagen | Nombre científico    | Autor            | Nombre común          | Estado de conservación | Distribución |
| ------ | -------------------- | ---------------- | --------------------- | ---------------------- | ------------ |
|        | Iodopleura pipra     | (Lesson), 1831   | cotinguita pipra      | EN                     |              |
|        | Iodopleura fusca     | (Vieillot), 1817 | cotinguita oscura     | LC                     |              |
|        | Iodopleura isabellae | Parzudaki, 1847  | cotinguita cejiblanca | LC                     |              |